# Jarzé
Jarzé ist eine Ortschaft und eine Commune déléguée in der französischen Gemeinde Jarzé Villages mit 1.884 Einwohnern (Stand 1. Januar 2022) im Département Maine-et-Loire in der Region Pays de la Loire. 

## Geografie
Der Ort Jarzé liegt im Norden des Départements Maine-et-Loire am Rande des Grand Bois de Jarzé in der Landschaft Baugeois. 

## Geschichte
Ab 1790 war Jarzé kurzzeitig Kantonshauptort. Schon 1801 wurde der Kanton jedoch aufgelöst und großteils dem Wahlkreis Seiches-sur-le-Loir zugeschlagen. Im Jahr 2015 erfolgte eine Neuzuordnung zum Wahlkreis Angers-6.
Mit Wirkung vom 1. Januar 2016 wurden die Gemeinden Beauvau, Chaumont-d’Anjou, Jarzé und Lué-en-Baugeois zu einer Commune nouvelle mit dem Namen Jarzé Villages zusammengelegt. Die Gemeinde Jarzé gehörte zum Arrondissement Angers und zum Kanton Angers-6.

## Bevölkerungsentwicklung
| Jahr                       | 1962 | 1968 | 1975 | 1982 | 1990 | 1999 | 2007 | 2013 |
| -------------------------- | ---- | ---- | ---- | ---- | ---- | ---- | ---- | ---- |
| Einwohner                  | 1369 | 1270 | 1326 | 1364 | 1434 | 1401 | 1500 | 1839 |
| Quellen: Cassini und INSEE |      |      |      |      |      |      |      |      |

## Sehenswürdigkeiten
- Kirche Saint-Cyr-et-Sainte-Julitte mit für das Baugeois typischer leicht verdrehter Turmspitze

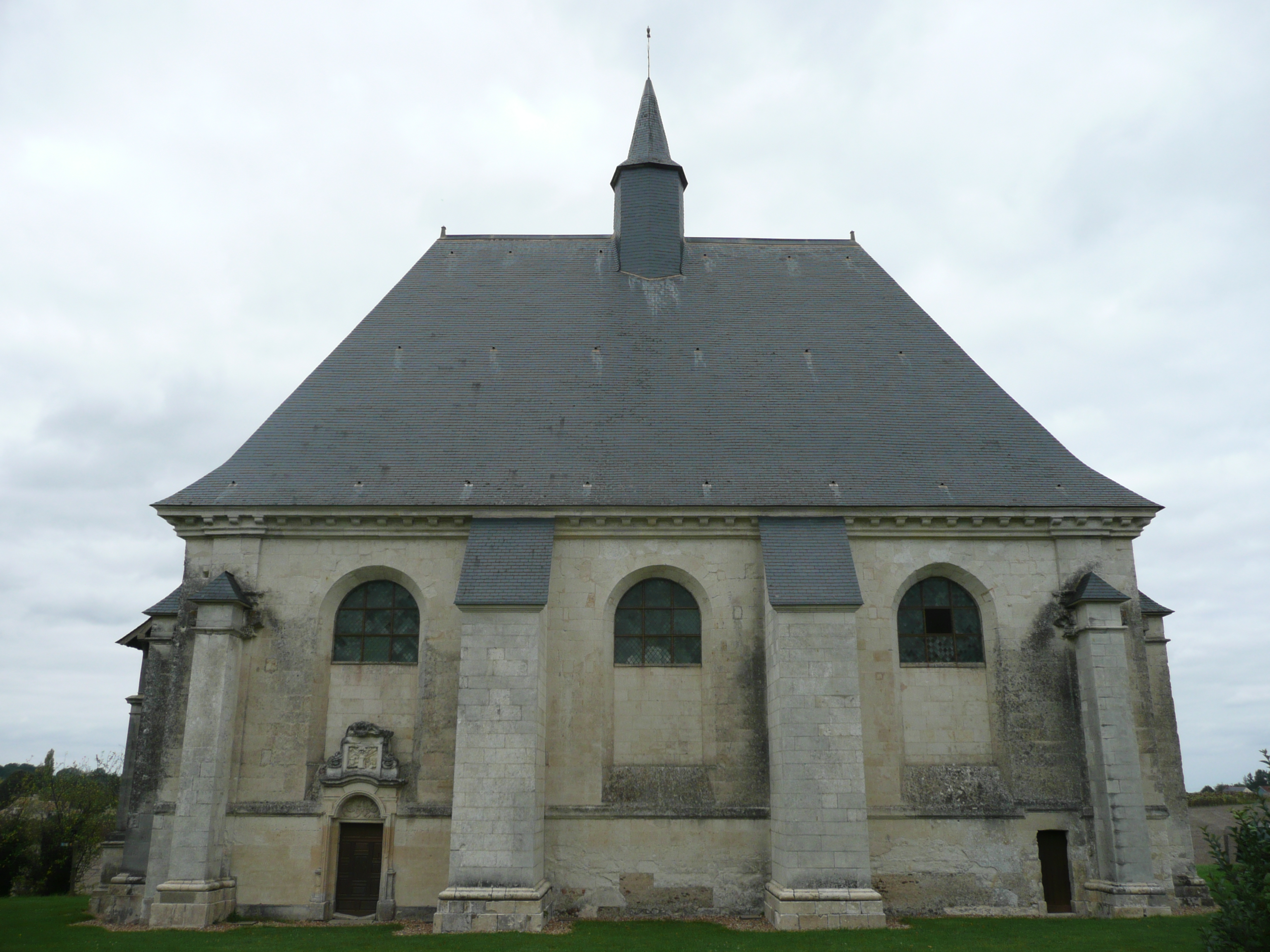
Kapelle Montplacé
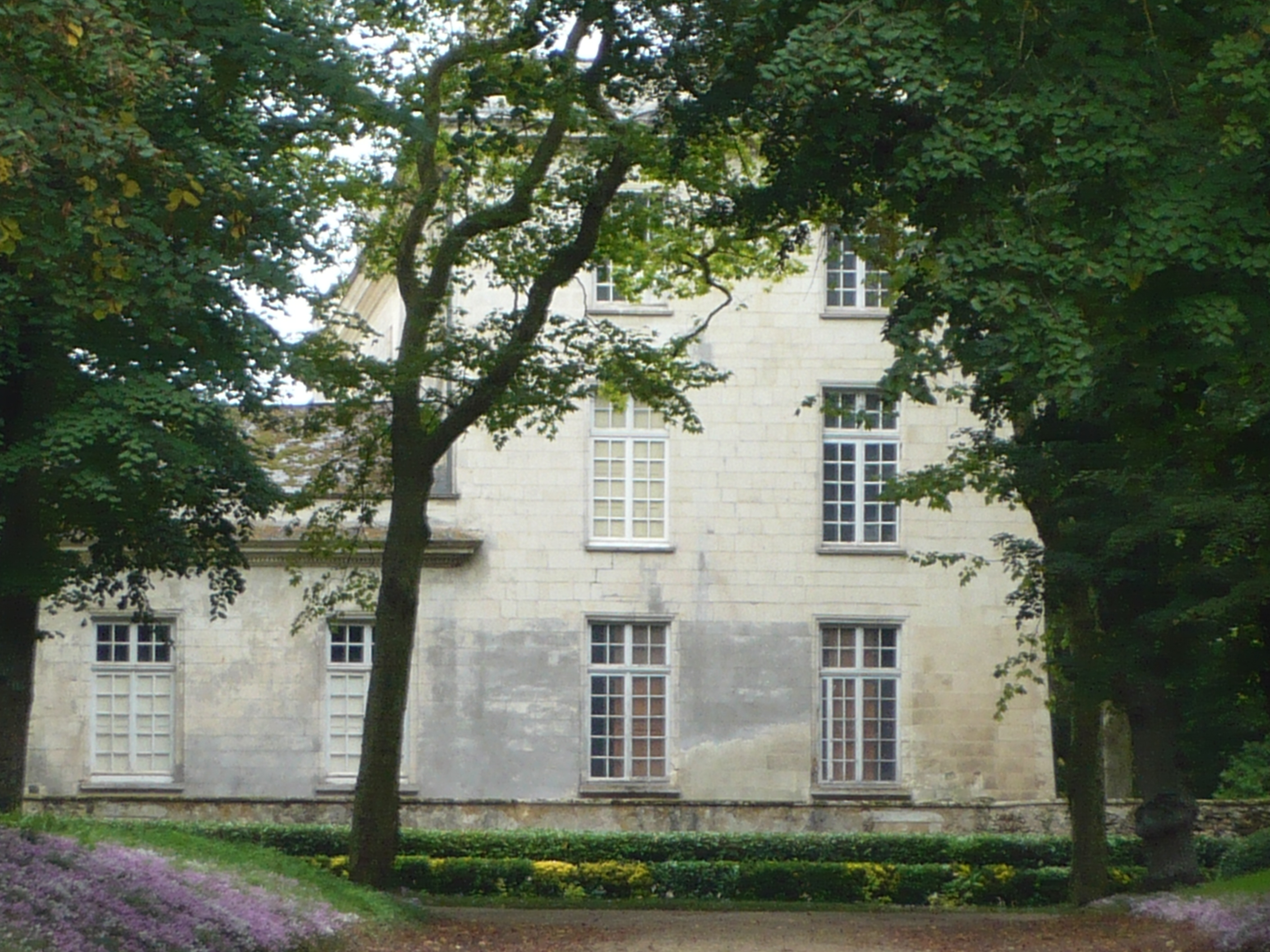
Schloss Jarzé
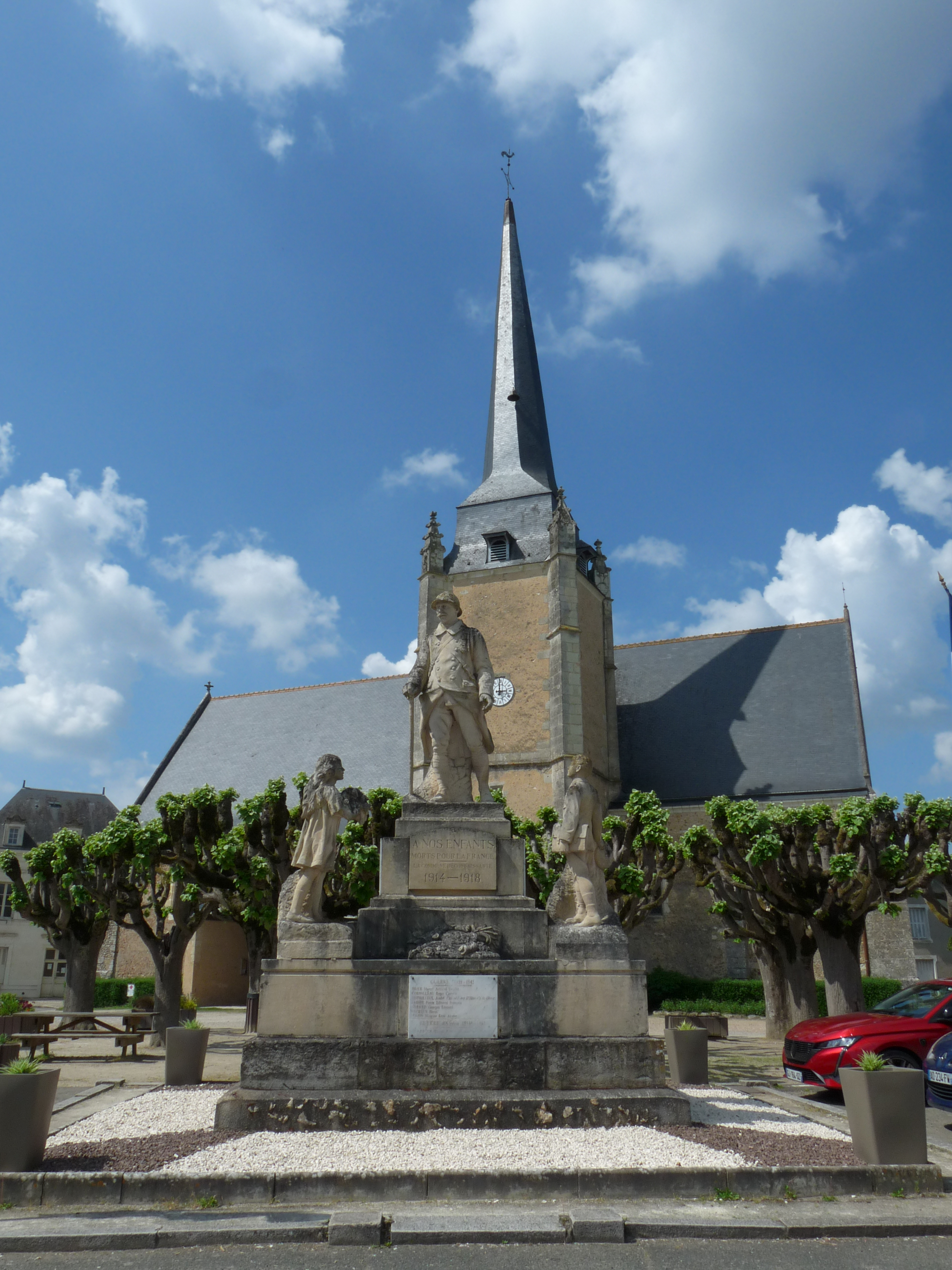
Gefallenendenkmal

- Lavoir
- Wasserturm

- Kapelle Montplacé
- Schloss Jarzé
- Gefallenendenkmal

## Verkehr
Drei Kilometer auf der Straße D 766 nach Westen kommt man zum Flughafen von Angers. Einen Kilometer weiter befindet sich eine Autobahnanschlussstelle der Autoroute A11.